# Gesamtschutzquote
Die  Gesamtschutzquote ist der Anteil aller Asylanerkennungen, Gewährungen von Flüchtlingsschutz (Subsidiärer Schutz bzw. Flüchtlingseigenschaft) und Feststellungen eines Abschiebeverbotes innerhalb eines Zeitraums bezogen auf die Gesamtzahl der diesbezüglichen Entscheidungen im betreffenden Zeitraum.
Des Weiteren bedeutet die auf das Herkunftsland bezogene Gesamtschutzquote den Anteil dieser Entscheidungen (Asylanerkennungen, Gewährungen von subsidiärem Schutz bzw. Flüchtlingseigenschaft sowie Feststellungen eines Abschiebeverbotes) bezogen auf die Gesamtzahl der diesbezüglichen im betreffenden Zeitraum getroffenen Entscheidungen zu Personen aus dem betreffenden Herkunftsland.
In den Medien wird bisweilen lediglich von einer „Schutzquote“ gesprochen, wobei dieser Begriff insofern unscharf ist, als er sich auf die Gesamtschutzquote einerseits oder auch auf die Asylanerkennungsquote andererseits beziehen kann.

## Deutschland
Die Gesamtschutzquote für alle Herkunftsländer zwischen Januar und September 2023 lag bei 52,0 %. Die bereinigte Gesamtschutzquote lag 2022 bei 72,3 % während zeitgleich die Gesamtschutzquote bei 56,2 % lag.
In Deutschland berechnet sich die Gesamtschutzquote aus:
- Anerkennungen des Asyls nach Art. 16a des Grundgesetzes, einschließlich Familienasyl nach § 26 des Asylgesetzes,
- Zuerkennungen der Flüchtlingseigenschaft nach § 3 Absatz 1 und 4  des Asylgesetzes,
- Zuerkennungen des subsidiären Schutzes nach § 4 AsylG sowie
- Feststellungen, dass die Abschiebung gemäß nationalem Recht entsprechend § 60 Absatz 5 und 7 AufenthG verboten ist,

geteilt durch die Gesamtzahl der Entscheidungen des Bundesamts für Migration und Flüchtlinge (BAMF).
Mitgezählt wird bei der Asylanerkennung auch das Familienasyl (§ 26 AsylG) sowie bei der Flüchtlingseigenschaft und subsidiärem Schutz der Familienschutz (§ 26 AsylG Absatz 5).
Die bereinigte Gesamtschutzquote errechnet sich, indem aus der Gesamtzahl der Entscheidungen des BAMF alle „formellen Entscheidungen“ herausgerechnet werden. Die „formellen Entscheidungen“ sind jene, in denen das BAMF keine inhaltliche Aussage zum Antrag trifft, sondern die Fälle sich bereits vor der behördlichen Entscheidung anderweitig erledigen. Beispiele hierfür sind formelle Entscheidungen aufgrund einer Änderung des Aufenthaltsstatus durch Heirat oder aufgrund der Zuständigkeit eines anderen EU-Mitgliedstaats gemäß Dublin-III-Verordnung bzw. vorangehend Dublin-II-Verordnung/Dubliner Übereinkommen. Die bereinigte Gesamtschutzquote liegt somit höher als die Gesamtschutzquote.
Nicht in der Gesamtschutzquote oder der bereinigten Gesamtschutzquote berücksichtigt sind jene Asylanträge, die durch das BAMF abgelehnt, aber später vor einem Verwaltungsgericht eingeklagt wurden.